# 兰科·佩罗维奇
兰科·佩罗维奇（羅馬化：Ranko Perović，1968年4月7日—），黑山男子水球运动员。他曾代表南联盟国家队参加1996年夏季奥林匹克运动会水球比赛，结果队伍获得第八名。